# Rat in the Kitchen
Rat In the Kitchen es el séptimo álbum de la banda inglesa de reggae UB40, publicado en 1986 por la empresa discográfica Virgin Records. Las letras de las canciones expresan temas sociales como la desigualdad y el desempleo. La canción «Sing our own song» alcanzó la quinta posición en la lista de éxitos del Reino Unido. Asimismo, el tema «Rat in Mi Kitchen» logró ingresar en la decimosegunda posición de la lista de éxitos. En el tercer estribillo de la canción la banda manifiesta indirectamente su visión sobre el Apartheid.

## Lista de canciones
1. «All I want to do» - 5:33
2. «You could meet somebody» - 4:52
3. «Tell it like it is» - 3:36
4. «The elevator» - 3:25
5. «Watchdogs» - 4:18
6. «Rat in Mi Kitchen» - 6:58
7. «Looking down at my reflection» - 3:27
8. «Don't blame me» - 3:36
9. «Sing our own song» - 7:21